# NGC 554B
NGC 554B في الفهرس العام الجديد، هي مجرة، تقع في كوكبة قيطس. اكتشفت .

## روابط خارجية
- NGC 554B على موقع ويكي سكاي: DSS2, SDSS, GALEX, IRAS, Hydrogen α, X-Ray, Astrophoto, Sky Map, Articles and images